# Heinrich Wydler
Heinrich Wydler (24. dubna 1800 Curych – 6. prosince 1883 Gernsbach) byl švýcarský botanik.

V letech 1826–1827 byl na sběrné expedici v Západní Indii; 1828–1830 pracoval v botanické zahradě v Petrohradu, a v letech 1830–1834 byl kurátorem sbírek De-Candolle (Z DeC) v Ženevě. Vyučoval na školách v Curychu a Bernu. Po svatbě v roce 1840 se usadil ve Štrasburku, kde se věnoval botanickým studiím. 

## Dílo
- Essai monographique sur le genre Scrophularia, 1828